# Torunn
Torunn, hija de Thor, es un personaje que aparece en los cómics de Marvel Comics, y la primera con poderes hereditarios. Apareció por primera vez en Avengers vol. 4 #1 (2010).

## Biografía ficticia
Torunn es producto de la unión de Thor y Sif. Ella fue dada a luz en tiempos duros para Asgard, por eso fue aparentemente abandonada por sus padres mientras estos regresaban a su planeta. Más adelante se revela que ellos decidieron dejarla con los otros hijos de Los Vengadores, como James Rogers (hijo del Capitán América y Viuda Negra), Azari T'Challa (hijo de Pantera Negra y Tormenta) y Henry Pym Jr. (hijo de Hombre Hormiga y Avispa) que estaban a cargo de Tony Stark, para que pudiera aprender los valores humanos y para que cuando llegase el momento ella pudiese ser una vengadora. 
Al principio se mostraba orgullosa y petulante, como toda asgardiana. Confiaba ciegamente en sus poderes místicos y no le temía nada, pero al comprobar que era tan vulnerable como cualquier humano, su modo de ver las cosas comenzó a cambiar. Aprendiendo a trabajar en conjunto con los otros vengadores y volviéndose más humilde, comprendiendo que James, Pym y Azari eran realmente su familia y apreciando todo lo que Tony hizo para mantenerlos con vida.
Su padre le dio sus poderes de diosa al vencer y enviar al espacio a Ultron, otorgándole una armadura similar a la de los Asgardianos. Le ofrece volver con él a Asgard, pero ella termina rechazando aquello por lo que había esperado toda su vida al darse cuenta de que su verdadero hogar estaba con su familia en la tierra. 
Francis Barton (hijo de Ojo de Halcón) le coqueteó desde el primer momento en que se vieron, pero ella parece tener un interés especial en James.